# Кубок России по международным шашкам среди мужчин 2013
Кубок России по международным шашкам среди мужчин 2013 проходил одновременно с женским турниром с 23 февраля по 1 марта в городе Ишимбае, Башкортостан. С Кубка России шёл отбор (одно место) на Чемпионат мира 2013 года. Кубок России по международным шашкам среди мужчин 2013 года в быстрой программе являлся отборочным к этим соревнованиям. Приняли участие 16 спортсменов: 5 международных гроссмейстеров, 1 гроссмейстер России, 2 международных мастера, 2 мастера спорта России, 6 кмс.
Соревнования проходили по ишимбайской системе.

## Главная судейская коллегия
Главный судья — арбитр ФМЖД Мельников, Александр Павлович
Главный секретарь — арбитр ФМЖД Ишимбаев, Ринат Сахиуллович

## Итоги
1 Чижов Алексей
мгр, Удмуртия
2 Георгиев Александр
мгр, Башкортостан
3 Гетманский Александр
мгр, Тульская обл.
4 Амриллаев Муродулло
мгр, Башкортостан
5 Колесов Гаврил
мм, Саха (Якутия)
6 Калмаков Андрей
мгр, Тверская обл.
7 Ишмуратов Фидан
мс, Тюменская обл.
8 Рысаев Дамир
кмс, Башкортостан
9 Иван Трофимов
мс, Санкт-Петербург
10 Шайбаков Айнур
мм, Башкортостан
11 Шарафутдинов Марсель
кмс, Башкортостан
12 Пермяков Антон
кмс, Саха (Якутия)
13 Мухаметов Азат
кмс, Башкортостан
14 Бонадыков Сергей
гр, Тверская обл.
15 Сахиуллин Данил
кмс, Башкортостан
16 Юсупов Закий
кмс, Башкортостан